# Tijeras
Pour l’article homonyme, voir Tijeras Canyon.
Tijeras est un corregimiento situé dans le district de Boquerón, province de Chiriquí, au Panama. En 2010, la localité comptait 2 670 habitants.